# Eptatretus longipinnis
Eptatretus longipinnis är en ryggsträngsdjursart som beskrevs av Strahan 1975. Eptatretus longipinnis ingår i släktet Eptatretus och familjen pirålar. IUCN kategoriserar arten globalt som sårbar. Inga underarter finns listade i Catalogue of Life.